# Синявець голуб'як
Синявець голуб'як (Glaucopsyche alexis) — вид денних метеликів родини Синявцеві (Lycaenidae).

## Назва
Вид названий на честь Алексиса — пастуха, героя поезії давньоримських поетів Вергілія та Горація.

## Поширення
Вид поширений майже по всій Європі, в Алжирі та Марокко, Західній та Північній Азії до Монголії та Північно-Західного Китаю.
В Україні поширений по всій території крім високогір'я Карпат.

## Спосіб життя
Мешкає на сухих луках і узліссях. Метелики літають з кінця травня по липень; харчуються на квітках різних трав. Кормовими рослинами для гусені є різні види бобових. Гусениці можуть паразитувати у гніздах мурах Lasius alienus, Formica pratensis, Formica selysi, Formica fusca, Formica cinerea, Formica nemoralis, Formica subrufa, Camponotus aethiops, Camponotus pilicornis, Myrmica scabrinodis, Crematogaster auberti, Tapinoma erraticum. Зимує, за різними джерелами, гусениця або лялечка.